# Chrysosoma globifer
Chrysosoma globifer är en tvåvingeart som först beskrevs av Christian Rudolph Wilhelm Wiedemann 1830.  Chrysosoma globifer ingår i släktet Chrysosoma och familjen styltflugor. Inga underarter finns listade i Catalogue of Life.